# Strumaria prolifera
Strumaria prolifera är en amaryllisväxtart som beskrevs av Deirdré Anne Snijman. Strumaria prolifera ingår i släktet Strumaria och familjen amaryllisväxter. Inga underarter finns listade i Catalogue of Life.